# Trotteur danois
Le trotteur danois (danois : travere / dansk travhest) est un trotteur élevé au Danemark, surtout influencé par le trotteur américain. Sélectionné sur performances, le trotteur danois correspond davantage à un élevage organisé de trotteurs au Danemark, qu'à une race véritable. Il compte de célèbres représentants, dont Tarok (da).

## Histoire
Il est connu sous les noms de travere ou de dansk travhest en danois. Il ne correspond pas vraiment à la définition zootechnique d'une race de chevaux.
Il provient de croisements entre de vieilles souches locales de chevaux danois, différentes autres races de trotteurs, et le Pur-sang. Il est surtout influencé par le trotteur américain, bien que le trotteur français soit devenu très populaire en croisement. L'unique recensement de population renseigné dans la base de données DAD-IS indique un effectif situé entre 1 000 et 10 000 individus en 1998.

## Description
C'est un cheval de course, qui présente la morphologie classique des chevaux de type trotteur. 
La robe est le bai, l'alezan ou le noir. Le tempérament est résistant et énergique.
L'élevage du trotteur danois se base essentiellement sur une sélection d'animaux à inclure à la base d'élevage sur performances sportives en courses de trot,. L'insémination artificielle à partir d'étalons issus d'autres pays est beaucoup employée,.

## Utilisations

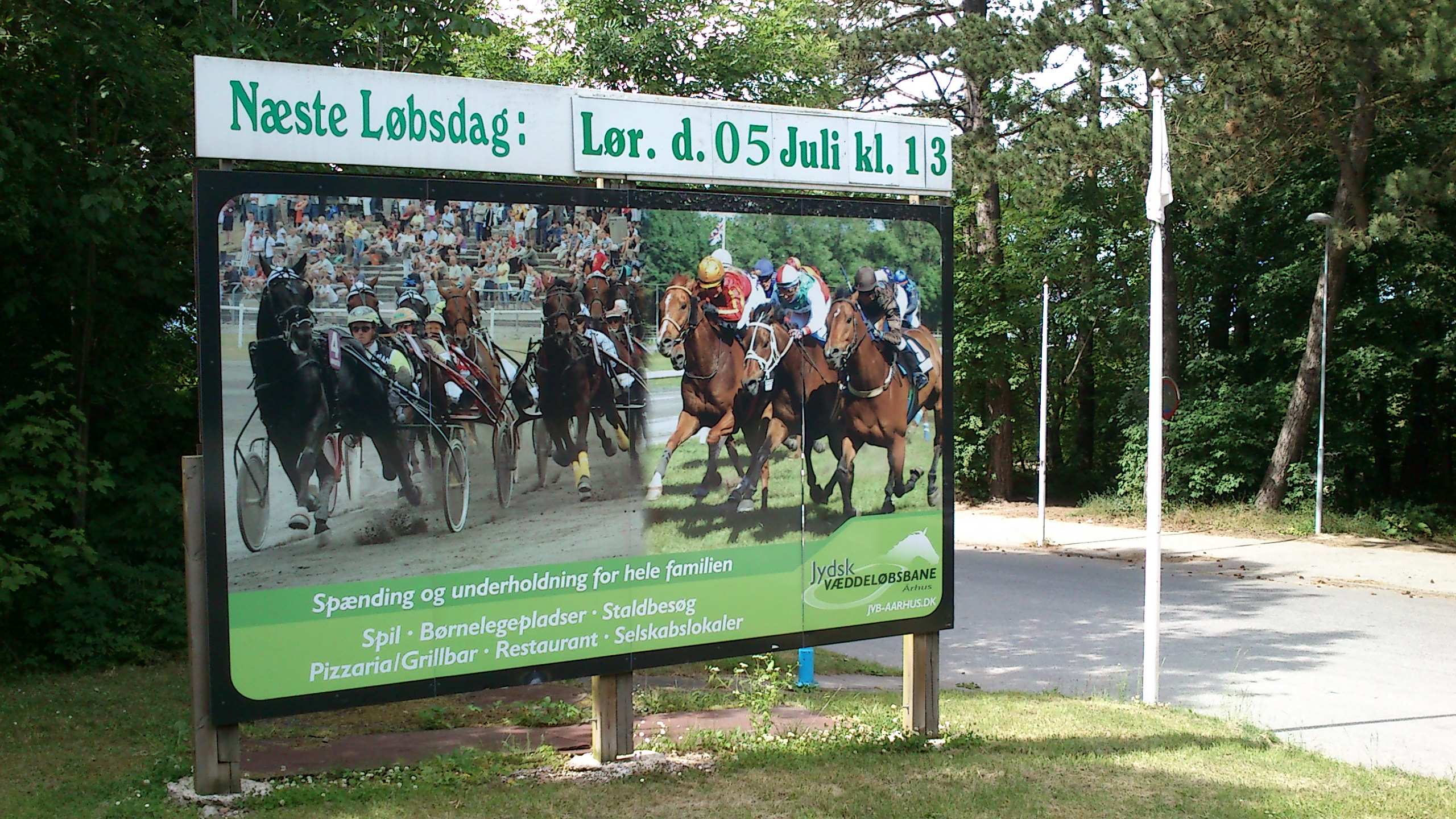
Panneau présentant les courses de trot et de galop à l'entrée de l'hippodrome Jydsk Væddeløbsbane.

Destiné aux courses de trot, le trotteur danois est principalement utilisée en croisement,. Le Danemark est relativement actif dans les courses de trot, et dispose de huit hippodromes qui y sont dédiés. Joy Me Kindkøbt, appartenant à Jørn Laursen, est considéré comme le trotteur danois le plus célèbre. Ce dernier est par ailleurs l'éleveur d'un autre trotteur danois célèbre, Tarok (da).

## Diffusion de l'élevage
La notion de « trotteur danois » correspond à la désignation des chevaux de course au trot élevés au Danemark. L'étude menée par l'Université d'Uppsala et publiée en août 2010 pour l'Organisation des Nations unies pour l'alimentation et l'agriculture (FAO) signale le Danish Trotter comme une race locale européenne qui n'est pas menacée d'extinction. DAD-IS n'indique pas de niveau de menace.